# 盆唐區

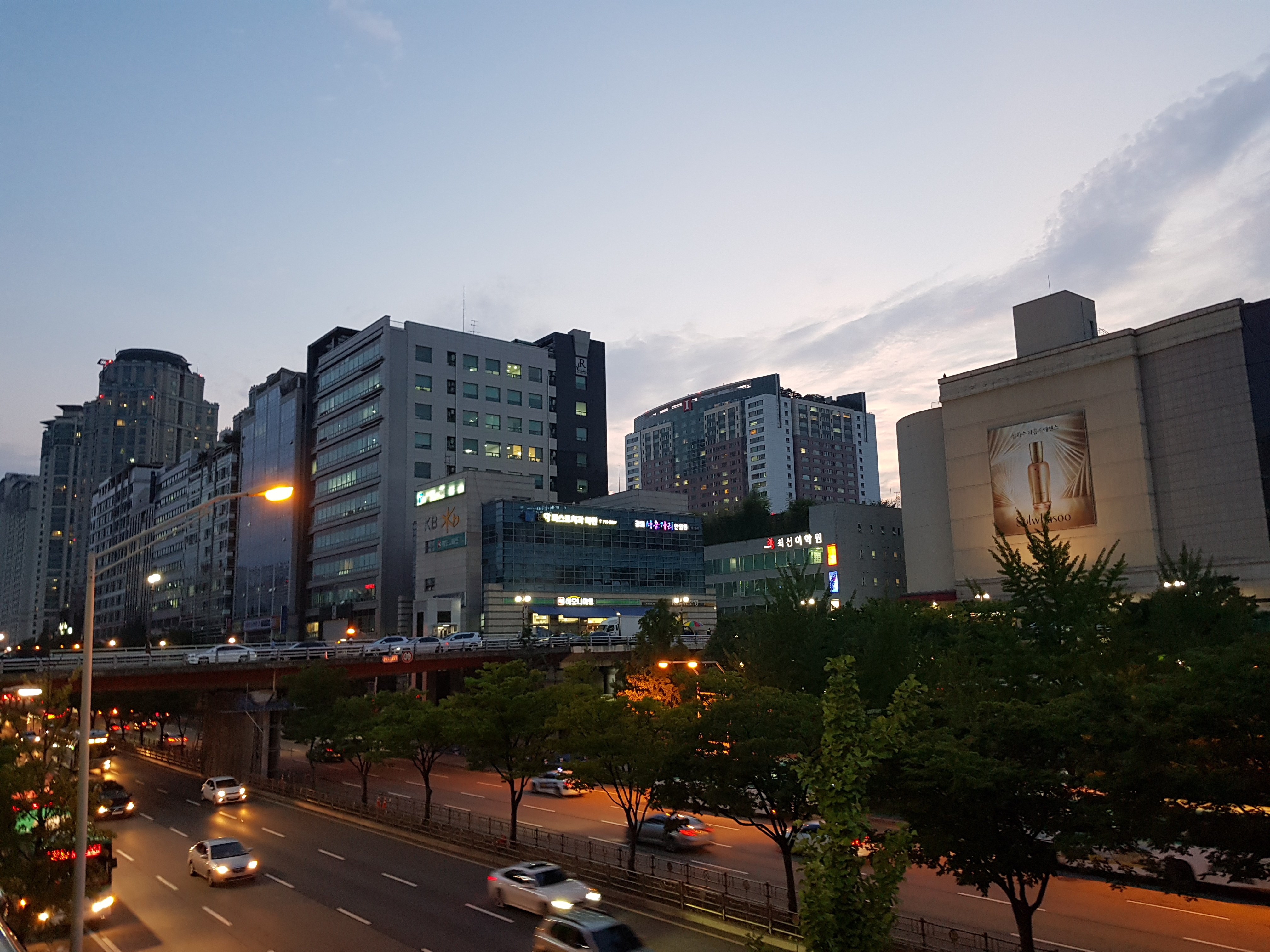
藪內洞的商業區

盆唐區（：／ Bundang gu */?）是大韓民國京畿道城南市南部的一個區，面積有69.44平方公里，是韓國首都圈內的一個新興城鎮，根據2006年的人口統計，區內有人口450,130人。2000年代起，成為城南市人口最密，也是最富庶和地價第二高（全韓國第二高）的地區。

## 行政區劃
盆唐區共有19個行政洞，從18個法定洞劃分，分別如下：
| 法定洞名                    | 行政洞名                            |
| --------------------------- | ----------------------------------- |
| 盆唐洞 (분당동)             | 盆唐洞 (분당동)                     |
| 藪內洞 (수내동)             | 藪內1洞 (수내1동) / 草林洞 (초림동) |
| 藪內洞 (수내동)             | 藪內2洞 (수내2동) / 內亭洞 (내정동) |
| 藪內洞 (수내동)             | 藪內3洞 (수내3동) / 藪內洞 (수내동) |
| 亭子洞 (정자동)             | 亭子1洞 (정자1동) / 新基洞 (신기동) |
| 亭子洞 (정자동)             | 亭子2洞 (정자2동) / 亭子洞 (정자동) |
| 亭子洞 (정자동)             | 亭子3洞 (정자3동) / 佛亭洞 (불정동) |
| 書硯洞 (서현동) 栗洞 (율동) | 書硯1洞 (서현1동) / 書硯洞 (서현동) |
| 書硯洞 (서현동) 栗洞 (율동) | 書硯2洞 (서현2동) / 書堂洞 (서당동) |
| 二梅洞 (이매동)             | 二梅1洞 (이매1동) / 二梅洞 (이매동) |
| 二梅洞 (이매동)             | 二梅2洞 (이매2동) / 梅松洞 (매송동) |
| 野塔洞 (야탑동)             | 野塔1洞 (야탑1동) / 野塔洞 (야탑동) |
| 野塔洞 (야탑동)             | 野塔2洞 (야탑2동) / 下塔洞 (하탑동) |
| 野塔洞 (야탑동)             | 野塔3洞 (야탑3동) / 中塔洞 (중탑동) |
| 板橋洞 (판교동)             | 板橋洞 (판교동)                     |
| 三坪洞 (삼평동)             | 板橋洞 (판교동)                     |
| 柏峴洞 (백현동)             | 板橋洞 (판교동)                     |
| 金谷洞 (금곡동)             | 金谷1洞 (금곡1동) / 金谷洞 (금곡동) |
| 宮內洞 (궁내동)             | 金谷1洞 (금곡1동) / 金谷洞 (금곡동) |
| 東遠洞 (동원동)             | 金谷2洞 (금곡2동) / 金谷洞 (금곡동) |
| 九美洞 (구미동)             | 金谷2洞 (금곡2동) / 金谷洞 (금곡동) |
| 九美洞 (구미동)             |                                     |
| 雲中洞 (운중동)             | 雲中洞 (운중동)                     |
| 大洞 (대장동)               | 雲中洞 (운중동)                     |
| 石雲洞 (석운동)             | 雲中洞 (운중동)                     |
| 下山雲洞 (하산운동)         | 雲中洞 (운중동)                     |

## 地理
東面是廣州市、東北面是中院區、西北面是壽井區、西面是義王市、南面是龍仁市。

## 名稱爭議
盆唐區原來只是廣州郡的兩個里，分別叫盆店里(분점리)及唐隅里(당우리)，今日的名稱是從日韓合邦後的行政改組開始。1914年，當時的日本殖民政府對全個朝鮮的行政單位重組，而盆店里及唐隅里亦是於當時合併成為盆唐里(분당리)。不過，後來有發現指在1906年伊藤博文被任命為朝鮮總督之後，曾進行過另外一次土地改革，而根據當時的紀錄，「唐隅里」的漢字名稱被寫成「堂隅里」。因此，有陰謀論者認為這是殖民政府有意把自己比作消滅百濟的唐朝而更改當地的名稱，因為盆唐區在三國時代屬於百濟的疆土。
現時在當地，有學者及政府官員建議把「盆唐區」改名為「盆堂區」。

## 歷史
1989年，政府開展盆唐新市鎮計劃，使當地人口急增，1990年代成為韓國第一個全人工新市鎮。
2000年代起，成為城南市人口最密，也是最富庶和地價第二高（全韓國第二高）的地區。

## 交通

### 鐵道
韓國鐵道公社
●首都圈電鐵水仁·盆唐線
野塔 - 二梅 - 書峴 - 藪內 - 亭子 - 美金 - 梧里
●首都圈電鐵京江線
板橋 - 城南 - 二梅

### 公車
- 仁川國際機場有高速巴士直達盆唐。

## 教育
- SK電信Access研究院

## 著名人物
- Karina：女歌手, Aespa團體成員
- 崔然竣：男歌手, TOMORROW X TOGETHER團體成員
- Kyujin：女歌手, NMIXX團體成員
- 盧正義：女演員
- 金施賢：女歌手, EVERGLOW團體成員
- 金國憲：男歌手, MYTEEN團體成員
- 金善旴：男歌手, THE BOYZ團體成員
- JANNABI：韓國著名樂團

## 其他
- 板橋新都市

## 外部連結
- 城南市政府官方網頁 （页面存档备份，存于） （中文）
- 盆唐區區政府官方網頁 

1. ↑  살기좋은 도시, 분당구에 오신것을 환영합니다 Archive.today的存檔，存档日期2012-08-01